# Ptychomitrium reichenbachianum
Ptychomitrium reichenbachianum là một loài rêu trong họ Ptychomitriaceae. Loài này được (Lorentz) Schimp. ex Besch. mô tả khoa học đầu tiên năm 1872.